# Sebestyén István (lelkész)
Kocsi Sebestyén István (Mezőtúr, 1761. március 6. – Pápa, 1841. január 25.) református lelkész, a debreceni református kollégium oktatója. Az ő nevéhez fűződik az „aki nem tud arabusul, ne beszéljen arabusul” szállóige.

## Élete
Tanulmányait Mezőtúron kezdte, majd 1776. április 25-én lépett a debreceni kollégium felső osztályába, s 1784-ben Kunszentmiklóson lett iskolaigazgató. 1787. december 1-jén Odera-Frankfurtban iratkozott be az egyetemre és 1790-ben Monoron segédlelkész, 1792. októberben a debreceni református főiskolában az exegesis, zsidó nyelv és zsidó régiségek tanára lett. 1797. november 28-án a papi hivatalra képesítést nyert és a debreceni egyházmegyébe kebeleztetett. 1803. május 1-jén hajdúböszörményi, 1806. március 4-én hajdúszoboszlói, 1808. április 15-én kecskeméti pap lett. A hívőkkel összetűzésbe került, ugyanis a szószéken pellengérre állította az általa léhasággal megvádolt személyeket, egyikőjüket még a templomból is kizavarta a nyilvánosság szeme láttára. 1812-ben ezen állásából fegyelmi úton elmozdították, azonban 1813-ban a király az ítéletet megsemmisítette. 1814-ben monori pap lett. 1815-ben Pápán volt a hittan és szentírást magyarázó tanára haláláig.
Értekezés: Észrevételek a vallásra egy Kantianus philosophustól világosításokkal feltett definitióra (Egyházi Értekezések 1824. III. IV.)
Arcképei: olajfestés a hajdúszoboszlói református lelkészi lakban és a pápai református főiskola könyvtárában.

## Munkái
- Halotti beszéd Szikszai György felett. Pest, 1803.
- Prédikáció I. Ferencnek osztrák császárrá koronáztatásakor. Debrecen, 1804.
- Messiologia, avagy az ó testamentumi sz. könyvekben meghirdettetett Messiásról szóló nevezetesebb jövendöléseknek, az eredeti zsidó nyelv szerént rövid megvilágosítása s chronologiai előadása, egy értekezéssel a Messiásról elől és utól chronologiát szem elibe terjesztő táblával. Buda, 1835.
- Hebraizáló etymologus. Uo. 1835.
- Kézi könyvecske, melyet a zsidó nyelvet és theologiát tanuló ifjak számára toldalékul a messiologiához írt. Uo. 1837.
- Apologeticus… (A katholikusokkal való unio kérdésében 1825 előtt). Hely n. 1848.

### Kézirati munkái
Apologeticus, vagy mentő feleletek, melyekben a protestánsoknál levő kert. hitforma némely mai róm. kath. tudósoknak és különösen tiszt. Rácz András úr által magyar nyelvre fordított ily czímű könyvének: «Fenmaradjon-e még tovább is a közfal, mely a katholikusoktól a protestánsokat elválasztja», nevezetesebb vádjai, ellenvetései és szemrehányásai ellen oltalmaztatik, s a prot. vallás és ekklésia fennállásának helyes és igazságos volta kivilágosíttatik. Hite sorsosinak számukra írta. 1825. 4rét 537 lap (Bakóczi János hajdú-böszörményi ev. ref. lelkész birtokában. Ism. Prot. Egyh. és Isk. Lap 1844. 1194. h., 1848. 1619. h.); Hebraizáló Etymologus, mely a magyar tudós társaság által ivenként 3 arany tiszteletdíjjal nyomtatás végett 1836-ban elfogadtatott; Dogmatica theologia. (Ezen kéziratot Kiss János hittanár is használta Keresztyén hittan. Pápa, 1863. c. munkájában, a mint ezt előszavában a források megjelölésénél maga is mondja); Ecclesiastica historia; Ecclesiasticum, melyet 1826-ban tanított először, 12 ív. (Ism. Protestáns Egyházi és Iskolai Lap 1844. 1194. h.)